# Lorenzo Piani
 (mai 2013).
Si vous disposez d'ouvrages ou d'articles de référence ou si vous connaissez des sites web de qualité traitant du thème abordé ici, merci de compléter l'article en donnant les références utiles à sa vérifiabilité et en les liant à la section « Notes et références ».
Pour les articles homonymes, voir Lorenzo Piani (acteur) et Piani.
Lorenzo Piattoni dit Lorenzo Piani, est un chanteur italien, né le 27 septembre 1955 à Giulianova  (province de Teramo) et mort le 14 août 2016 à Rimini ( province de Rimini).

## Biographie
Après des études de piano classique au Conservatoire Rossini à Pesaro, Lorenzo Piani sort un premier single. En tant que musicien, il  joue dans de nombreux pays, y compris en Jordanie devant le roi Hussein de Jordanie.
En 1983, il travaille comme compositeur pour la télévision RAI. Il collabore à des programmes tels que Tandem et Vediamoci sul 2 présenté par Rita dalla Chiesa et Fabrizio Frizzi.
Au printemps 1990, il sort son premier album Sognatori Erranti sur le label NAR. La chanson  Vecchio Poeta est produite avec l'Orchestre Scarlatti.
Il s'installe en Scandinavie (Danemark, Norvège, Suède), où il joue avec son groupe dans des clubs. En 1995, il publie le morceau Il Treno puis en 1998 l'album Vivo Feelings.
En 2011, il sort son cinquième album, intitulé La Filosofia del CAM. 
Le 27 mars 2015, il sort l'album Shades of Music, une sélection de pistes instrumentales suivi le 20 novembre 2015 du morceau Senza un Sorriso.
Le 14 août 2016, son site officiel a annoncé son décès.

## Discographie

### 45 tours
- 1983 : Dolce Annie et Andrew un amico (EMI Group)

### 33 tours
- 1990 : Sognatori Erranti (Nar/Dischi Ricordi)

### CD single
- 1992 : Hvor sod du var (SNDMUSIC/Audiosparx)
- 1995 : Il Treno (RTI Musique)
- 2015 : Senza un Sorriso (SNDMUSIC)

### Albums
- 1998 : Vivo Feelings (RTI Musique)
- 2001 : Feelings in Vivo (Sony Music)
- 2008 : Sorpresi dal Vento (SNDMUSIC)
- 2011 : La Filosofia del CAM (SNDMUSIC)
- 2013 : 10 (SNDMUSIC) [3].
- 2015 : Shades of Music (SNDMUSIC)
- 2016 : SensationS (SNDMUSIC)[4].

### DVD
- 2006 : E Volo un Salto Lungometraggio musicale (SNDMUSIC/EXA médias)